# Internationella dagen för avskaffandet av våld mot sexarbetare
Internationella dagen för avskaffandet av våld mot sexarbetare är temadag som uppmärksammas årligen den 17 december av sexarbetare, aktivister och andra allierade. Grundare av dagen var Dr. Annie Sprinkle och Sex Workers Outreach Project USA, en amerikansk organisation för sexarbetares rättigheter, och dagen har uppmärksammats sedan uppkomsten 2003.